# Chef’s Table (Tisch)

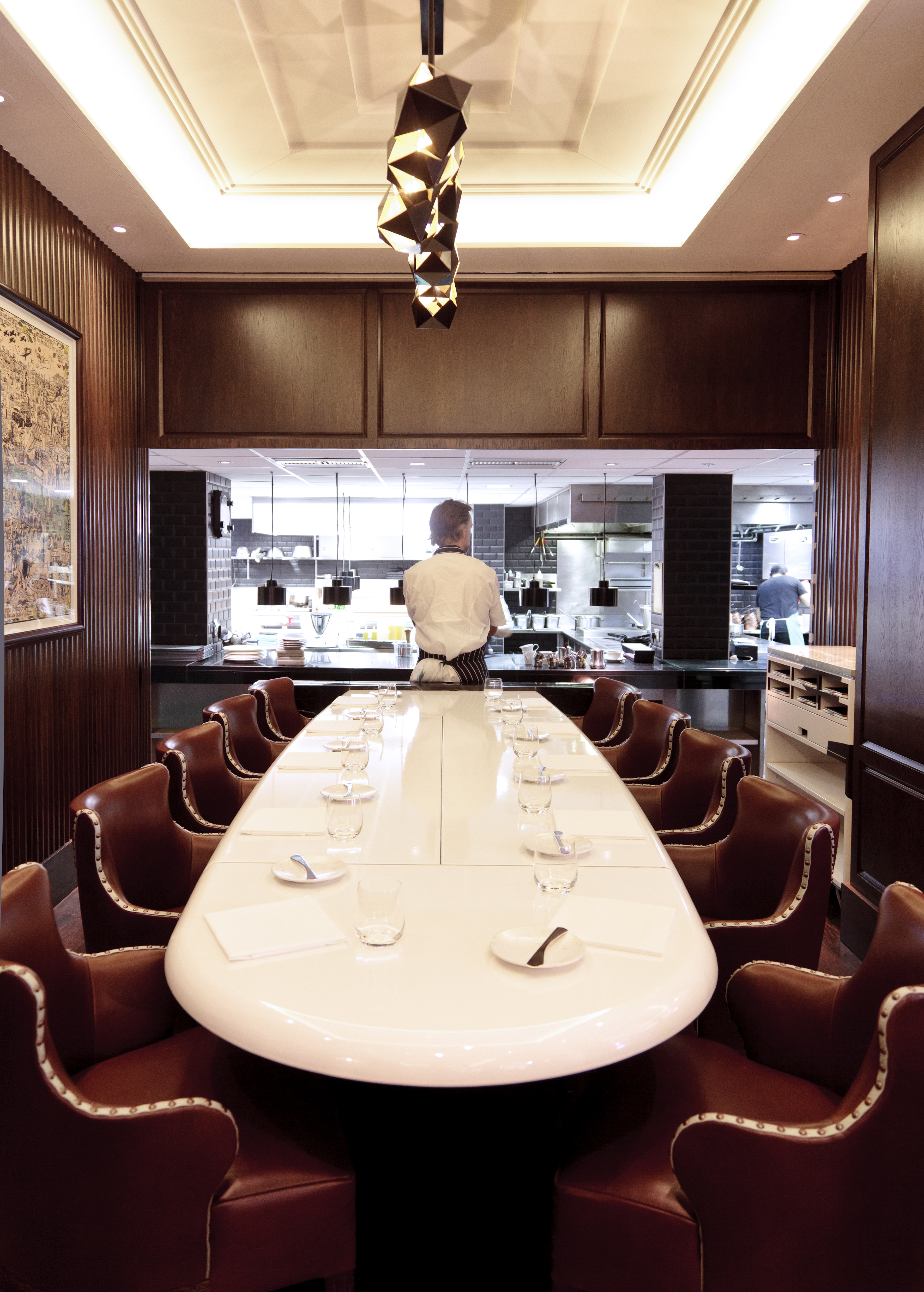
Chef’s Table

Ein Chef’s Table ist ein Tisch, der in der Küche eines Restaurants platziert ist und für besondere Gäste beziehungsweise Freunde des Küchenchefs reserviert ist. Bei den dort servierten Speisen handelt es sich in der Regel um eine besondere Menüfolge oder neue Kreationen des Küchenchefs. In manchen Küchen findet sich ein solcher Chef’s Table nur temporär, andere Gastronomen bieten diesen in regelmäßigen Abständen an.